# Henry Darrow
Pour les articles homonymes, voir Darrow.
Henry Darrow né Enrique Tomás Delgado Jr. est un acteur américain d'origine portoricaine, né le 15 septembre 1933 à New York dans l'État de New York et mort le 14 mars 2021 à Wilmington en Caroline du Nord. Il est essentiellement connu pour le rôle de Manolito Montoya dans Le Grand Chaparral et de Don Diego de la Vega dans Zorro et fils, ainsi que Don Alejandro de la Vega dans Zorro.

## Biographie
Né en 1933 d'un père Enrico Pio Delgado et d'une mère Gloria, la famille émigre de Porto Rico à New York. Les parents travaillent dans la restauration et l'industrie du textile. Le petit Enrique a très vite des aptitudes dans le domaine de la comédie puisque à 8 ans il tient le rôle d'un bûcheron dans une pièce de l'école. Une expérience tellement marquante qu'il décide aussitôt que sa vie sera celle d'un acteur. En 1946, Enrique qui a alors 13 ans retourne vivre dans son pays d'origine avec ses parents. Il redécouvre ses racines et le pays qu'il n'avait pas connu. À Miramar, il s'inscrit au lycée Academia del Perpetuo Socorro avant de suivre des études universitaires à Porto Rico.
Après des études en politique et comédie, il décide de retourner aux États-Unis et devient acteur de théâtre auprès du prestigieux Playhouse de Pasadena. Il y rencontrera sa future femme Lucy qui lui donnera deux enfants : Denise et Tom. Il obtient un baccalauréat Es Arts. Il commence une carrière prolifique à la fin des années 1950 et début des années 1960. Mais l'ensemble de ses rôles seront essentiellement à la télévision.

## Carrière
Sur l'ensemble de sa carrière, il est apparu dans plus de 140 rôles à la télévision et au cinéma en comptant aussi ses participations à des dessins animés où il s'est occupé du doublage.
Il est régulièrement associé au personnage de Zorro. En effet, en plus d'avoir joué Don Diego de la Vega dans Zorro et fils en 1983, il a également doublé le personnage dans la série animée Les Nouvelles Aventures de Zorro en 1981 et il a tenu le rôle de Don Alejandro de la Vega à partir de la saison 2 dans la série Zorro de 1990.

## Filmographie

### Séries télévisées

#### Années 1950
- 1959 : La Grande Caravane : Benito De Varga

#### Années 1960
- 1961 : The Dick Powell Show (en) : le policier mexicain
- 1963 : Stoney Burke : le policier de la frontière mexicaine
- 1963 : Au-delà du réel : policier
- 1964 : Channing : Sebastian
- 1964 : Voyage au fond des mers : capitaine Serra
- 1966 : Le Cheval de fer : Cougar Man
- 1966 : T.H.E. Cat : Cosmo Pumbol
- 1966 : Gunsmoke : Oro
- 1967 : Les Mystères de l'Ouest : Maurice
- 1967 : T.H.E. Cat : Gregory Tyrole
- 1967 : Bonanza : Amigo
- 1967 : Gunsmoke : Ross Segurra
- 1967 : Daniel Boone : Gideon
- 1967-1971 : Le Grand Chaparral (98 épisodes) : Manolito Montoya

#### années 1970
- 1971 : Primus : Elliot Jenson
- 1971 : Hawaï police d'État : Johnny Oporta
- 1971 : Mission impossible : Gregory Tolan
- 1971 : L'Homme de la cité : rôle sans nom
- 1971 : Night Gallery : docteur Juan Munos
- 1971 : Bearcats ! (2 épisodes) : Raoul Esteban
- 1972 : La Nouvelle Équipe : Israel Rivera
- 1972 : Sur la piste du crime : Al Lozano
- 1973 : Insight : Martinez
- 1973 : The Bold Ones: The New Doctors : Juan Hernandez
- 1973 : Kung Fu : Don Emilio Fierro
- 1973-1974 : The New Dick Van Dyke Show (6 épisodes) : Alex Montenez
- 1974 : Chase : Amaros
- 1974 : Kojak : Kevin Le Jeune
- 1974 : Harry O (14 épisodes) : Lieutenant Manuel Quinlan
- 1975 : L'Homme invisible : docteur Nick Maggio
- 1975 : McMillan : inspecteur Jacques Renaud
- 1976 : Les Rues de San Francisco : Ramon Montoya
- 1976 : Quincy : docteur Rivera
- 1976 : Sara : Angelo
- 1976 : Hawaï police d'État : Billy Madrid
- 1976 : Jigsaw John : Andre Darnay
- 1976 : Baretta : Delgado
- 1976 : Le Nouvel Homme invisible : Trent
- 1976 : L'Homme qui valait trois milliards (The Six Million Dollar Man), saison 4 épisode 10 : Señor Byron Falco
- 1977 : Kingston Confidential : Henry Lepere
- 1977 : Hawaï police d'État : Stewart Longworth
- 1977 : Wonder Woman (2 épisodes) : Walter Lampkin / David Allen
- 1977 : Sergent Anderson : Gomez
- 1978 : Super Jaimie : Anton Dasovic
- 1979 : Vegas : propriétaire de magasin
- 1979 : La Famille des collines : Barry Stone
- 1979 : Pour l'amour du risque : Rodriguez

#### Années 1980
- 1980 : The Righteous Apples : monsieur Carson
- 1981 : Simon et Simon : Manuel Fernandez
- 1981 : Secrets of Midland Heights : Rôle sans nom
- 1981 : Quincy : docteur Edward Herrera
- 1981 : B.J. and the Bear : Père Rodrigues
- 1981 : L'Incroyable Hulk : Patrero
- 1982 : American Playhouse : Don Erasmo
- 1982 : Quincy : docteur Tony Avila
- 1982 : Hooker : docteur Frank Martinez
- 1982 : Hôpital central : Ambassadeur Tabris
- 1982 : Born to the Wind : Lost Robe
- 1982 : Benson : Generalissimo
- 1982 : Dynastie : Ramon
- 1983 : Pour l'amour du risque : Inspecteur Correa
- 1983 : Hooker : Miguel Gomez
- 1983 : Jake Cutter : Le magistrat
- 1983 : Zorro et fils (5 épisodes) : Don Diego De La Vega
- 1983 : Dallas (2 épisodes) : Garcia
- 1983 : Jennifer Slept Here : Rôle sans nom
- 1983 : Les deux font la paire : Alec Belmont
- 1984 : L'Homme qui tombe à pic : Silvera
- 1984 : Supercopter : Philip Maurice
- 1984 : Les deux font la paire : Alec Belmont
- 1984 : The Fisher Family : Le prêtre
- 1984 : Espion modèle : Capitaine Lupul
- 1985 : The Fisher Family : Le prêtre
- 1985 : Me and Mom (6 épisodes) : Lieutenant Rojas
- 1985 : Magnum : Will Kenikowa
- 1986 : K 2000 : Roderigo DeLorca
- 1986 : Hooker : Gus Kalioki
- 1986 : Une vraie vie de rêve : Rôle sans nom
- 1987 : Hôpital central : Colonel malade
- 1987 : On ne vit qu'une fois : Danto Medina
- 1988 : Simon et Simon : Alejandro Agilar
- 1988 : Star Trek : La Nouvelle Génération : Amiral Savar
- 1988 : Les Craquantes : Fidel Santiago
- 1989 : Santa Barbara (41 épisodes) : Rafael Castillo

#### Années 1990
- 1990 : Santa Barbara (20 épisodes) : Rafael Castillo
- 1990-1993 : Zorro (63 épisodes) : Don Alejandro De La Vega
- 1993 : Les Dessous de Palm Beach : Victor Lozano
- 1993 : Time Trax (2 épisodes) : Le Chef
- 1994 : Nurses : Hector Lopez
- 1995 : Les Sœurs Reed (2 épisodes) : Benedetto
- 1995 : Star Trek: Voyager : Kolopak
- 1996 : Star Trek: Voyager : Kolopak
- 1997 : Babylon 5 : Docteur William Indiri
- 1997 : Night Man : Rôle sans nom
- 1998 : Beyond Belief: Fact or Fiction : Ike
- 1998 : Amour, Gloire et Beauté (6 épisodes) : Docteur Carlos Nunez

#### Années 2000
- 2000 : Associées pour la loi : Romero / Colonel Larios
- 2001 : Resurrection Blvd. : Rôle sans nom
- 2001 : The Lot : Papa
- 2001 : Diagnostic : Meurtre : Webster
- 2001 : The Brothers Garcia : Père José
- 2001 : Amour, Gloire et Beauté (8 épisodes) : Docteur Carlos Nunez
- 2001 : Voilà ! : Professeur
- 2005 : Les Frères Scott : Docteur Adams

### Films de cinéma

#### Années 1950
- 1959 : Dans les griffes du vampire (Curse of the Undead) de Edward Dein : Roberto Robles
- 1959 : Qu'est-ce qui fait courir les filles ? (Holiday for Lovers) de Henry Levin : Conducteur de train
- 1959 : La Revanche des vierges (Revenge of the Virgins) de Peter Perry Jr. : Wade Connor

#### Années 1960
- 1960 : Allô... l'assassin vous parle (The Third Voice) de Hubert Cornfield : Concierge de l'hôtel Papacio
- 1960 : Cage of Evil d'Edward L. Cahn : Second policier mexicain
- 1961 : Sniper's Ridge de John A. Bushelman : Soldat Tonto
- 1961 : Man-Trap d'Edmond O'Brien : Premier policier mexicain
- 1964 : The Glass Cage d'Antonio Santean : Le laborantin
- 1969 : The Dream of Hamish Mose de Cameron Mitchell : Le mexicain

#### Années 1970
- 1972 : Cancel My Reservation de Paul Bogart : Joe Little Cloud
- 1973 : Police Connection (Badge 373) de Howard W. Koch : Sweet William
- 1978 : Where's Willie? de John Florea : Shérif Charlie Wade
- 1979 : Walk Proud de Robert Collins : Mike Serrano
- 1979 : A Life of Sin de Efrain Lopez Neris : Rôle sans nom

#### Années 1980
- 1981 : St Helens de Ernest Pintoff : Lloyd Wagner
- 1981 : Birds of Paradise de Tommie Meyer et Rex Garner : Mario le chacal
- 1983 : American Teenagers (Losin'it) de Curtis Hanson : Shérif
- 1986 : Hitcher (The Hitcher) de Robert Harmon : Officier Hancock
- 1986 : Mission Kill de David Winters : Senior Borghini
- 1987 : W.A.R. : Woman Against Rape de Raphael Nussbaum : Rôle sans nom
- 1988 : In Dangerous Company de Ruben Preuss : Alex Aguilar
- 1989 : L.A. Bounty de Worth Keeter : Lieutenant Chandler

#### Années 1990
- 1990 : L'Enfer bleu (The Last of the Finest) de John Mackenzie : capitaine Joe Torres
- 1991 : Beyond the Universe de Robert Emenegger : Coblenz
- 1994 : Maverick de Richard Donner : le joueur de poker
- 1994 : L'Ange du désir (Criminal Passion) de Donna Deitch : capitaine Ramoz
- 1999 : Tequila Body Shots de Tony Shyu : Doc
- 1999 : Enemy Action de Brian Katkin : Docteur

#### Années 2000
- 2003 : Le Maître du jeu (Runaway Jury) de Gary Fleder : Sebald
- 2005 : Angels with Angles de Scott Edmund Lane : Raul
- 2006 : Casino Royale de Martin Campbell : Un joueur de poker
- 2008 : Primo de Francisco Menendez : docteur Vasquez

#### Années 2010
- 2012 : Soda Springs de Michael Feifer : El Quijano